# Гинзероде
Гинзероде (њем. Günserode) општина је у њемачкој савезној држави Тирингија. Једно је од 50 општинских средишта округа Кифхојзер. Према процјени из 2010. у општини је живјело 175 становника. Посједује регионалну шифру (AGS) 16065027.

## Географски и демографски подаци
Гинзероде се налази у савезној држави Тирингија у округу Кифхојзер. Општина се налази на надморској висини од 180 метара. Површина општине износи 8,5 km². У самом мјесту је, према процјени из 2010. године, живјело 175 становника. Просјечна густина становништва износи 21 становника/km².